# Osken

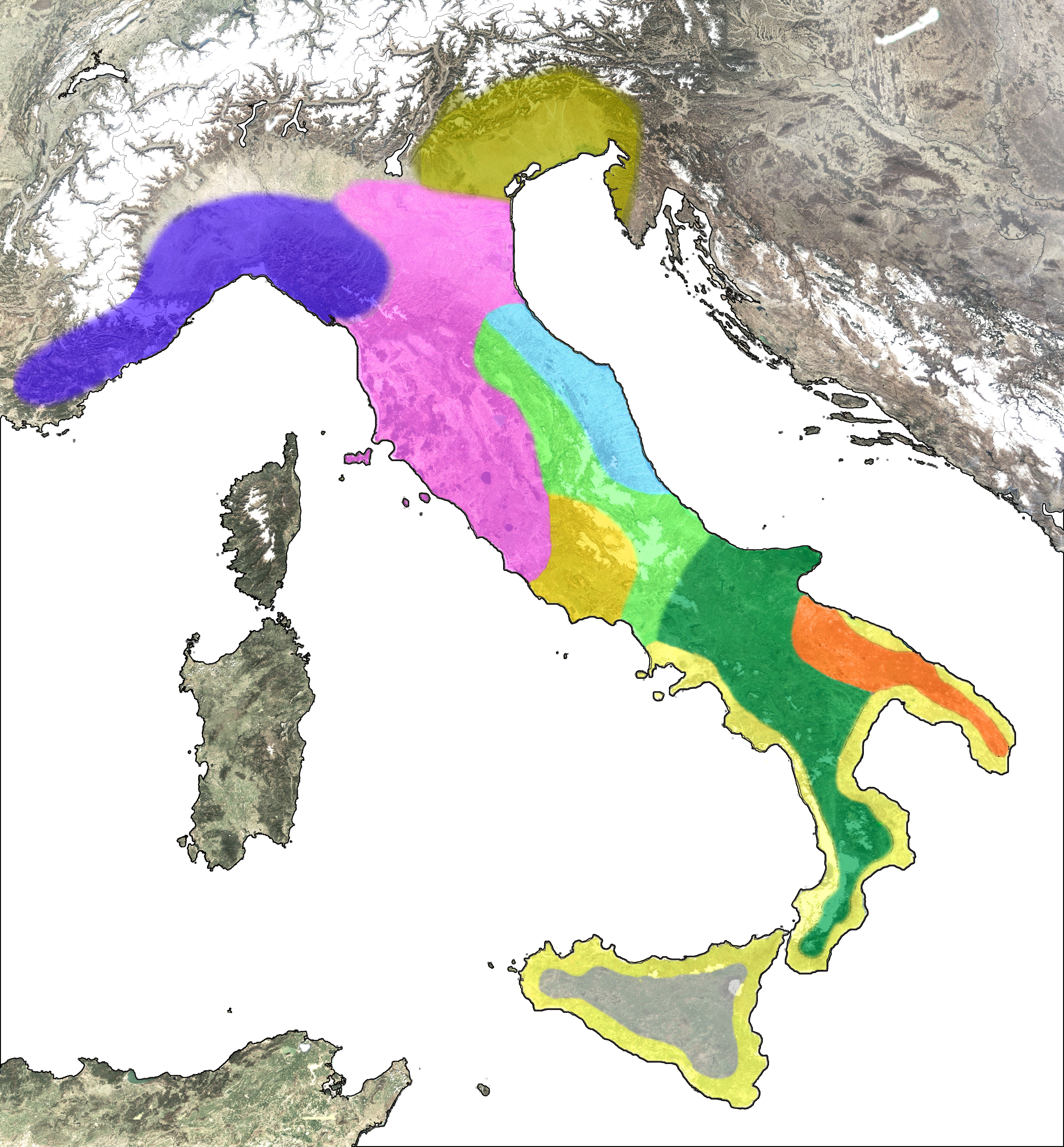
De volkeren op het Italische schiereiland bij het begin van de ijzertijd
Liguriërs
Veneti
Etrusken
Piceni
Umbriërs
Latijnen
Osken
Messapiërs
Grieken

Osken (Latijn: Osci) is de naam voor de oudste bewoners van Zuid-Italië. Het was een Italisch volk van Indo-Europese oorsprong. 
De oudste bronnen voor hun naam vormen Griekse teksten die ze Opikoi (Ὀπικοί) noemen. Volgens onder andere Thucydides verdreven de Osken de 'Sikeloi' (Siciliërs) uit Zuid-Italië. Thucydides noemt de streek zelfs Opikia. In de Latijnse bronnen heten ze Osci, met als varianten Opsci en Obsci.
De naam Osken is vooral met de taal Oskisch verbonden. Deze maakte deel uit van de Italische talen, die in twee hoofdgroepen worden verdeeld: het Faliskisch-Latijn en het Oskisch-Umbrisch. De volken die het Oskisch spraken waren met name de Samnieten, Bruttiërs en Mamertijnen (die vanaf de vierde eeuw v.Chr. in het Siciliaanse Messina woonden).
De kerngebieden van de Osken waren Samnium en Campanië. Steden die als woonplaatsen van de Osken genoemd worden zijn onder andere Fregellae, Capua, Cumae, Napels en Atella. Hoewel de Samnieten het Oskisch spraken, werden zij op een gegeven moment van de Osken onderscheiden. Volgens Strabo verdreven Samnieten namelijk Osken uit hun dorpen om er zelf te wonen. Een aantal Campanische woonplaatsen van de Osken werd langzamerhand veroverd door Griekse kolonisten in de 5e eeuw v.Chr. De Oskisch sprekende volken werden vervolgens door de Romeinen onderworpen in de Samnitische oorlogen (343-290 v.Chr.). Het Oskisch bleef echter tot de Bondgenotenoorlog in de 1e eeuw v.Chr. actief gebruikt worden.
Er zijn ruim 200 inscripties bekend in de Oskische taal, die dateren van ca. 500 v.Chr. tot halverwege de 1e eeuw n.C. Driekwart hiervan komt uit Campanië, vooral uit Pompeï en Capua. De meeste zijn geschreven in een eigen Oskisch alfabet, dat – via het Etruskisch – van het Griekse is afgeleid.
Het Oskisch werd ook gebruikt in de Atellana fabula, een burleske toneelvorm die zijn oorsprong had in de Campanische plaats Atella. Cicero noemt ze ‘Oskische spelen’ (Osci ludi). De Atellaanse spelen werden ook in Rome ingevoerd. Strabo schreef rond het begin van onze jaartelling dat hoewel de Osken al verdwenen waren, hun taal nog bestond in toneelstukken die in Rome bij bepaalde wedstrijden werden opgevoerd.